# Koebok RZjD 2005
De Koebok RZjD 2005 was een basketbaltoernooi in Europa dat in Rostov aan de Don in 2005 werd gehouden. Vier topteams namen deel aan dit toernooi: Lokomotiv Rostov, Lokomotiv Rostov 2, Dinamo ASU Majkop en Universiteit Naltsjik. Lokomotiv won het goud.

## Koebok Rossijskich Zjeleznych Dorog
| Winnaar            | Uitslag | Tegenstander          |
| ------------------ | ------- | --------------------- |
| Lokomotiv Rostov   | 86 - 68 | Universiteit Naltsjik |
| Lokomotiv Rostov 2 | 92 - 60 | Dinamo ASU Majkop     |
| Lokomotiv Rostov   | 92 - 54 | Dinamo ASU Majkop     |
| Lokomotiv Rostov 2 | 74 - 63 | Universiteit Naltsjik |
| Dinamo ASU Majkop  | 86 - 78 | Universiteit Naltsjik |
| Lokomotiv Rostov   | 81 - 78 | Lokomotiv Rostov 2    |

## Eindklassering
| #      | Land                  |
| ------ | --------------------- |
| Goud   | Lokomotiv Rostov      |
| Zilver | Lokomotiv Rostov 2    |
| Brons  | Dinamo ASU Majkop     |
| 4      | Universiteit Naltsjik |

2005 · 2006 · 2007 · 2008 · 2009 · 2011